# Jiří Vašmucius
Jiří Vašmucius (též Wassmutius, Wasmucius, Wasmuth, Wassmuth; † 29. května 1639 Plzeň) byl v letech 1616–1639 opat cisterciáckého kláštera v Plasích.

## Život
Vašmucius prý pocházel z Braniborska, před svým působením v Plasích byl převorem zbraslavského kláštera. V něm byl také při provinční kapitule zvolen 6. března 1616 plaským opatem a do úřadu jej uvedl řádový generál Nicolas Baucherat, který byl na vizitaci českých klášterů. Císař Matyáš jeho volbu 15. března potvrdil.
24. května 1618 pomáhal pražskému místodržícímu hraběti Jaroslavu Bořitovi z Martinic, který byl 23. května při druhé pražské defenestraci vyhozen z Pražského hradu. Opat Jaroslavu Bořitovi a jeho doprovodu poskytl jídlo a nocleh, opatřil malý krytý vůz, na kterém jel přes Manětín do kláštera v Teplé a přes hranice do Mnichova.
Císař Matyáš ve dvou osobních dopisech z 19. června a 13. července požádal opata Vašmucia a jeho lidi o pomoc plzeňskému veliteli, kapitánu Felixi Dornheimovi, který bránil město před vojsky generála Mansfelda. Císař dále opata vyzval, aby neplatil kontribuce stavům v Praze, ale naopak poslal peníze městské radě v Plzni. Jiří Vašmucius následně dodal do Plzně potraviny, zapůjčil 80 tisíc zlatých a také vyrazil s klášterním oddílem do Plzně. Podle dostupných svědectví měl opat ve věcech vojenských zkušenosti, které získal zřejmě před vstupem do řádu, Václav Kočka uvádí, že býval setníkem u dělostřelectva. V Plzni si Jiří Vašmucius počínal zdatně, s převorem Jiřím Steinem řídil dělostřelbu z plzeňských hradeb. Po dobytí Plzně 21. listopadu byl opat vojáky Mansfeldova vojska zajat a odsouzen k smrti. Konvent jej vyplatil 10 tisíci kop grošů vypůjčených od hejtmana Jana Tillingera ze Strádáně. V roce 1628 opat Tillingerovi za půjčku zastavil dva pusté selské dvory v Mladoticích a dvůr (Starý zámek) s právem šenku piva v Kralovicích.
Jiří Vchynský na Krakovci a Jiří Chotek na Žihli, kteří táhli Mansfeldovi na pomoc k Plzni, neopomněli opatovu pomoc Plzni a cestou vyplenili několik vesnic plaského panství i samotný klášter v Plasích. Části panství byly konfiskovány a prodány okolní šlechtě, např. Václavu Gryspekovi. Na konci roku 1619 nebo na jaře 1620 byl klášter znovu vypleněn nizozemskými vojáky. Podle Pavla Skály ze Zhoře byl v Plasích na podzim roku 1620 jen jeden ovčák, vše ostatní vypleněno.
Po bitva na Bílé hoře se Jiří Vašmucius věnoval obnově kláštera i panství. Navrácení dřívějších klášterních statků tvořících hospodářskou základnu kláštera bylo základní podmínkou obnovy. Opat 19. ledna 1623 získal od městské rady Plzně svědectví o klášterní i své pomoci Plzni v době obléhání Mansfeldem. Listinou z 14. května 1623 restituoval císař Ferdinand II. klášterní statky, ale jelikož veškeré nároky musely být listinně doloženy a ověřena jejich oprávněnost, táhlo se vydání majetku až do roku 1626. Kromě statků držených před stavovským povstáním klášter získal kaceřovské panství zabavené Gryspekům, které držel před husitskými válkami, či hospodářský dvůr Kalec.
Areál kláštera v Plasích byl notně poškozen, kromě budovy konventu a opatství byly pobořeny i budovy mlýna, pivovaru, sýpky a kanceláře. Vašmucius začal s likvidací zřícených staveb a pokračoval dostavbou raně barokního konventu na starých gotických základech. Když byl klášter materiálně zajištěn a trochu obyvatelný, zahájil opat po předchozí dlouhé přestávce přijímání noviců, mezi kterými byli i jeho pozdější nástupci Jakub Vrchota a Kryštof Tengler.
Vašmucius se také podílel na katolické obnově v Čechách – v roce 1635 přispěl na zřízení arcibiskupského semináře v Praze a podpořil vybudování internátu Bernardina pro cisterciácký dorost.
Na sklonku Vašmuciova života jej opět dohnala třicetiletá válka: nejprve v únoru 1634 táhl Albrecht z Valdštejna přes Plasy do Plzně a dále do Chebu, později během prvního pololetí 1635 živil klášter postupně dva pluky císařské armády. Vzhledem k probíhající válce odvedl Vašmucius v roce 1638 mnichy z konventu do dominikánského kláštera v opevněné Plzni, kde také v květnu následujícího roku zemřel a byl pohřben. Poslední cesty se opat Jiří Vašmucius dočkal v roce 1662, kdy jeho ostatky od dominikánů vykoupil opat Tengler a přenesl do kláštera.
Obraz opata Jiřího Vašmucia byl v klášterní tradici postupně upravován do podoby protireformačního bojovníka a nového zakladatele kláštera.